# Arte italiana em coleções brasileiras

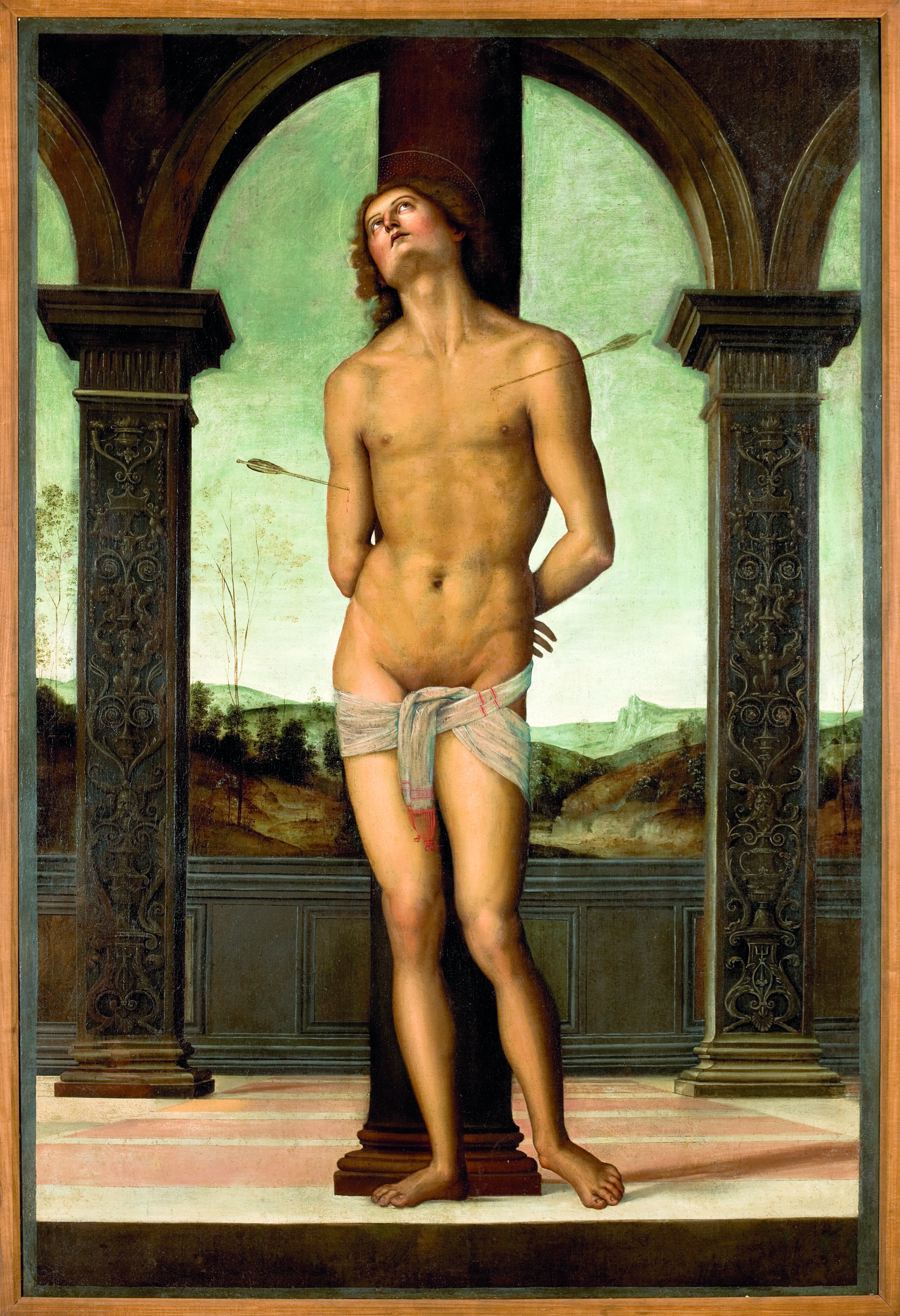
Pietro Perugino. São Sebastião, 1500-1510. MASP, São Paulo.

Arte italiana em coleções brasileiras (1250-1950) foi uma exposição sediada no Museu de Arte de São Paulo entre 13 de novembro de 1996 e 26 de janeiro de 1997. A mostra reuniu pela primeira vez um expressivo conjunto de mais de 500 obras, entre pinturas, esculturas, desenhos e maiólicas, produzidos na Itália ao longo de um arco temporal de sete séculos, conservados em coleções públicas e particulares do Brasil. Visitada por 45 mil pessoas, teve curadoria de Luiz Marques e projeto musográfico de Vasco Caldeira e Paulo de Freitas Costa.
Centrada nos acervos do MASP e do Museu Nacional de Belas Artes do Rio de Janeiro, complementados pela coleção de modernos do Museu de Arte Contemporânea da USP e por obras esparsas em outros museus e coleções privadas, a exposição teve por objetivo empreender uma análise da contribuição do "gênio" artístico italiano, ao difundir na arte ocidental o conceito da figura como objeto da pintura, e das revoluções artísticas disso decorrentes. Paralelamente, esforçou-se por revelar ao público a existência de um acervo que, na opinião do curador, acreditava-se "existir apenas fora do país". Recebeu o prêmio de Melhor Exposição de 1996,  conferido pela Associação Paulista de Críticos de Arte.

## Caracterização da mostra

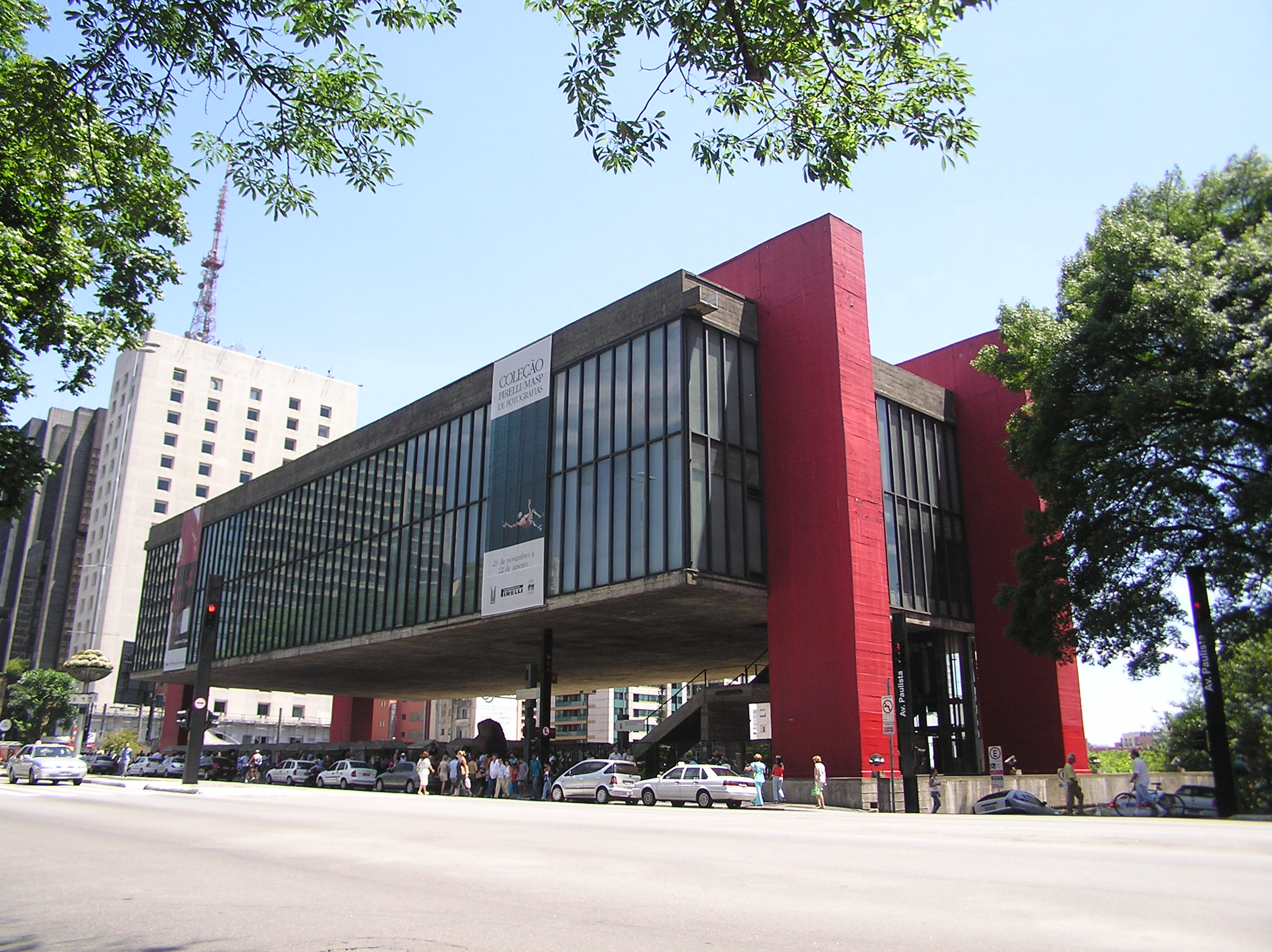
Fachada do MASP na Avenida Paulista.

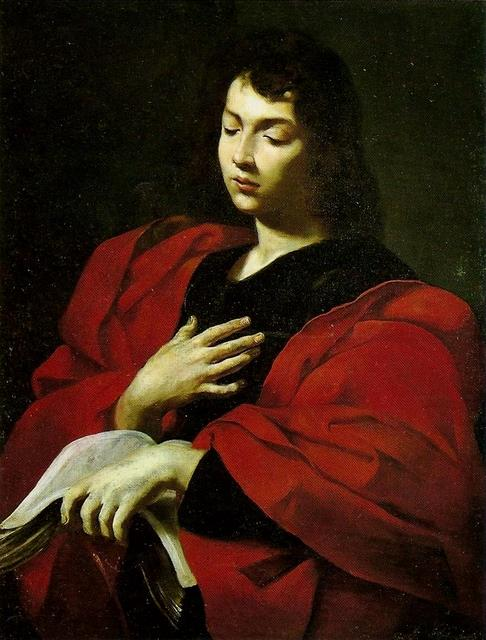
Simone Cantarini. São João Evangelista, século XVII. Coleção particular, São Paulo.

Idealizada e organizada pelo Museu de Arte de São Paulo, a exposição se orientou pela tese de que o patrimônio conservado no Brasil é capaz de oferecer uma visão panorâmica e representativa do desenvolvimento das artes na Itália entre o fim da Idade Média e a primeira metade do século XX. Foram reunidas na pinacoteca do MASP 203 pinturas, 80 desenhos, 250 cerâmicas e 17 esculturas, propiciando ao público pela primeira vez o conhecimento de várias obras de notória importância, grande parte raramente ou nunca antes expostas.
A exposição foi articulada em torno do acervo do Museu de Arte de São Paulo, particularmente rico nos segmentos referentes ao Gótico, Renascimento e Maneirismo italianos, e da coleção do Museu Nacional de Belas Artes, dono de um representativo núcleo de arte do Barroco e do Neoclassicismo. A estes, somaram-se um excepcional conjunto de obras do Modernismo italiano pertencentes ao Museu de Arte Contemporânea da USP e uma série de desenhos conservados na Biblioteca Nacional do Rio de Janeiro.
Também cederam obras para a mostra a Fundação Crespi-Prado, a Fundação Cultural Ema Gordon Klabin, o Instituto Lina Bo e P.M. Bardi, todos de São Paulo, a Fundação Eva Klabin do Rio de Janeiro, o Museu de Arte da Bahia, em Salvador, além de cinquenta colecionadores particulares.

### Objetivos
A exposição Arte italiana em coleções brasileiras teve por objetivo primário dar a conhecer obras de grande relevância artística, articulando e organizando os acervos italianos mais representativos do país de forma a abordar um período de 700 anos de desenvolvimento da cultura visual italiana, demonstrando o impacto das contribuições dessa escola à história da arte ocidental.
Paralelamente, ao se ater apenas às obras conservadas no país, buscou despertar atenção para o hábito do colecionismo e para a necessidade de busca permanente do enriquecimento das coleções nacionais, como justifica o curador, ao dizer que o Brasil "não pode permanecer alheio à batalha financeira e intelectual que as sociedades travam hoje pela posse do patrimônio artístico da humanidade ainda disponvível no mercado internacional". Por fim, objetivou sensibilizar o público quanto à necessidade de prover espaços adequados à guarda do patrimônio hoje conservado no país.
Tanto a mostra quanto as publicações geradas em seu âmbito tiveram o caráter de recenseamento analítico do patrimônio público e privado brasileiro, espelhando iniciativas semelhantes ocorridas desde meados dos anos 70 nos Estados Unidos, na França, na Alemanha e na Espanha, por iniciativa de estudiosos como Lionello Venturi, Federico Zeri, Burton Fredericksen e Michel Laclotte.

## Partido museológico
A exposição seguiu um eixo cronológico fundamentado em torno dos grandes "divisores de água" da história da arte ocidental, sem se prender, no entanto a uma rígida sequência ao longo dos sete séculos abordados. Foram definidos seis núcleos, com base na cronologia e filiação/movimento artístico:
- I - Arte Tardo-Medieval (c. 1250-1430) e Renascentista (c. 1430-1510).
- II - Maneirismo (c. 1520-1600).
- III - Caravaggismo e Barroco (c. 1600-1700)
- IV - Rococó e Neoclassicismo (c. 1700-1800)
- V - Século XIX
- VI - Século XX

No interior de cada núcleo, o projeto museográfico buscou pôr em evidência a homogeneidade cultural das principais escolas italianas na disposição das pinturas e esculturas. As regiões foram agrupadas como se segue:
- Itália setentrional, abrangendo os artistas do Piemonte, da Emilia, da Lombardia e do Vêneto.
- Itália central, agrupando o Lácio, a Úmbria, a Toscana e as Marcas.
- Itália meridional, reunindo a Campânia, o Abruzo, a Calábria, a Basilicata, a Apúlia e a Sicília.

O enfoque ao longo de todo percurso é a contribuição italiana para a percepção da figura como elemento primordial da pintura, não como tema da obra, mas como modo de ser da forma plástica. Por questões técnico-expositivas, os desenhos foram reunidos à parte.

## Estudos, publicações e catalografia
Um dos reflexos da realização de Arte italiana em coleções brasileiras foi a retomada e atualização de algumas publicações prévias que consistiam em parte essencial dos conhecimentos existentes sobre o patrimônio artístico de origem italiana conservado no país. Destas, três dizem respeito à coleção do Museu de Arte de São Paulo: o catálogo de 1963 e o inventário do acervo de 1982 (ambos realizados por Pietro Maria Bardi) e e os importantes estudos de Ettore Camesasca sobre obras do acervo, realizados durante um ciclo de exposições do MASP na Europa, entre 1987 e 1988.
Essas informações foram atualizadas e reunidas em um primeiro catálogo raisonné da arte italiana do museu, escrito por Luiz Marques em colaboração com Luciano Migliaccio e Nelson Aguilar, entre outros. Pela proeminência qualitativa do MASP nos acervos artísticos nacionais, decidiu-se que o catálogo constituiria o primeiro volume do Corpus da Arte Italiana em Coleções Brasileiras, um recenseamento analítico das coleções públicas e privadas do país.
O segundo volume do Corpus compreende o catálogo das pinturas italianas no Museu Nacional de Belas Artes, uma reedição revisada e atualizada dos estudos empreendidos por Luiz Marques e Zuzana Paternostro por ocasião da exposição Pintura italiana anterior ao século XIX no Museu Nacional de Belas Artes, ocorrida em 1992. A publicação desses dois volumes foi iniciativa julgada de grande importância pelo curador da mostra por suprir uma grave carência catalográfica e amenizar a escassez de informações a respeito desse patrimônio.
Os dois volumes posteriores do Corpus foram elaborados, mas não publicados. O terceiro, dedicado à arte italiana do século XX, ficou a cargo do Museu de Arte Contemporânea da USP e da coordenação de Lisbeth Rebolo Gonçalves, diretora dessa instituição. O quarto volume se refere às coleções públicas e privadas de menor vulto.